# Real Murcia
Real Murcia Club de Fútbol – hiszpański klub piłkarski z siedzibą w Murcji, założony w 1908 roku.

## Sukcesy
- Zdobywca Pucharu Królewskiej Hiszpańskiej Federacji Piłkarskiej (1): 2019/2020
- Mistrz Segunda División (9): 1935/1936, 1939/1940, 1954/1955, 1962/1963, 1972/1973, 1979/1980, 1982/1983, 1985/1986, 2002/2003
- 18 sezonów w Primera División
- 53 sezony w Segunda División
- 12 sezonów w Segunda División B
- 5 sezonów w Tercera División

## Skład na sezon 2019/2020
| Nr | Poz. | Piłkarz              |
| -- | ---- | -------------------- |
| 1  | BR   | Alberto Lejárraga    |
| 13 | BR   | Estanislao Marcellán |
| 4  | OB   | Eduardo Luna         |
| 5  | OB   | Antonio López        |
| 12 | OB   | Iñaki Quereda        |
| 14 | OB   | Julio Algar          |
| 20 | OB   | Iván Pérez           |
| 22 | OB   | Álvaro Rodríguez     |
| 6  | PO   | Juan Manuel Bravo    |
| 7  | PO   | Alejandro Martínez   |
| 8  | PO   | Armando Ortiz        |
| 11 | PO   | José Manuel Raigal   |

| Nr | Poz. | Piłkarz             |
| -- | ---- | ------------------- |
| 15 | PO   | Juan Ramón Martínez |
| 16 | PO   | Andy Escudero       |
| 17 | PO   | Manuel Pérez        |
| 18 | PO   | Alberto Rodríguez   |
| 23 | PO   | Víctor Meseguer     |
| 2  | NA   | Josué Dorrio        |
| 9  | NA   | Rafael Fernández    |
| 10 | NA   | Víctor Curto        |
| 19 | NA   | Alberto Toril       |
| 21 | NA   | Marcos Legaz        |
| 27 | NA   | Alejandro Melgar    |